# Bungea trifida
Bungea trifida là loài thực vật có hoa thuộc họ Cỏ chổi. Loài này được (Vahl) C.A.Mey. mô tả khoa học đầu tiên năm 1831.